# 捩れ (代数学)
抽象代数学において、捩れ（ねじれ、英: torsion）は、群の場合は、有限位数の元を言い、また環上の加群の場合は、環のある正則元によって零化される加群の元を言う。捩れという言葉は、捩れた図形のホモロジー群に有限位数の元が現れることに由来する。

## 定義
捩れは群の元と環上の加群の元とに対してそれぞれ定義される。任意のアーベル群は整数環 Z の上の加群と見ることができ、この場合は 2つの捩れの考え方は一致する。

### 群に対して
群 G の元 g は、有限位数を持つとき、つまり、正の整数が存在し、gm = e となるようなとき、群の捩れ元 (torsion element) と呼ぶ。ここで e は群の単位元を、 gm は m 個の g のコピーの積を表す。群は、すべての元が捩れ元であるとき、捩れ群 (torsion group)、あるいは周期群 (periodic group) といい、捩れ元が単位元のみ場合を捩れのない群 (torsion-free group) という。アーベル群 A の捩れ元全体 T は部分群をなし、捩れ部分群 (torsion-subgroup) と呼ばれる。このとき A/T は捩れのない群である。

### 加群に対して
環 R 上の加群 M の元 m は、環の正則元 r が存在して、m を零化する、すなわち r m = 0 となるとき、加群の捩れ元 (torsion element) という。加群 M の捩れ元すべてからなる集合を t(M) と表す。
環 R 上の加群 M は、t(M) = M であるとき、捩れ加群 (torsion module) と呼ばれ、t(M) = 0 であるとき、捩れがない (torsion-free) と言う。t(M) が M の部分加群をなすとき、t(M) を捩れ部分加群 (torsion submodule) という。環 R が可換であれば、t(M) は捩れ部分加群である。R が非可換であれば t(M) は部分加群になるとは限らない。R が右Ore環であることと、t(M) がすべての右 R 加群に対して M の部分加群であることとは同値である。右ネーター域は Ore であるので、これは、R が右ネーター域の場合を含んでいる。
より一般的に、M を環 R 上の加群とし、S を R の積閉集合とする。このとき標準的な写像 M → MS の核を tS(M) と表す。tS(M) = M のとき、つまり M のすべての元 m は、S のある元 s によって零化されるとき、M は S-捩れ (S-torsion) と呼ばれる。また tS(M) = 0 のとき、M はS-捻れなし (S-torsionless) という。特に、S を環 R の正則元全体の集合ととると上記の定義が再現される。

## 例

### 群に対して
- 任意の有限群は周期的で有限生成である。バーンサイド問題（英語版）は、逆に、任意の有限生成の周期群は必ず有限であるかという問題である。（答えは、たとえ周期が固定されていても、一般には否定的である。）
- 行列式が 1 の 2×2 整数行列の群 SL(2, Z) を中心で割ったモジュラー群 Γ において、任意の非自明な捩れ元は、位数 2 で元 S に共役であるか、あるいは、位数 3 で元 ST に共役であるかのいずれかである。この場合、捩れ元全体は部分群をなさない。例えば、S・ST = T であるが、この位数は無限大である。
- mod 1 での有理数からなるアーベル群 Q/Z は周期的である。類似して、一変数多項式環 R = K[t] 上の加群 K(t)/K[t] は pure torsion である。これらの例を次のように一般化することができる。R が可換整域で Q がその分数体であれば、Q/R は捩れ R-加群である。
- 加法群 R/Z の捩れ部分群は Q/Z であり、一方、加法群 R や Z は捩れがない。捩れのないアーベル群（英語版）の部分群による商が捩れなしであるのは、ちょうど、その部分群がpure subgroup（英語版）であるときである。

### 加群に対して
- M を任意の環 R 上の自由加群とすると、定義より直ちに、M は捩れがないことが分かる。特に、任意の自由アーベル群は捩れを持たず、体 K 上のベクトル空間は K 上の加群と見たとき、捩れがない。
- 有限次元ベクトル空間 V に作用する線型作用素 L を考える。V を自然な方法で F[L]-加群と見ると、（多くのことの結果として、単純に有限次元性から、あるいはケイリー・ハミルトンの定理によって）V は捩れ F[L] 加群である。

## 主イデアル整域の場合
R を（可換）主イデアル整域とし、M を有限生成 R-加群とすると、主イデアル整域上の有限生成加群の構造定理は、同型を除き加群 M の詳細な記述を与える。特に、この定理は、
{\displaystyle M\simeq F\oplus t(M),}
であることを言っている。ここに F は（M のみに依存する）有限な階数の自由 R-加群であり、 t(M) は M の捩れ部分加群である。系として、有限生成で捩れのない R 上の任意の加群は自由である。この系はより一般の可換整域に対しては成り立たず、2変数多項式環 R = K[x, y] に対してさえ成り立たない。有限生成でない加群に対しては、上の直和分解は正しくない。アーベル群の捩れ部分群はその直和因子になるとは限らない。

## 捩れと局所化
R を可換な整域で、M を R-加群と仮定する。また、Q を環 R の分数体とする。すると、M から係数拡大により与えられる Q-加群 
{\displaystyle M_{Q}=M\otimes _{R}Q}
を考えることができる。Q は体であるから、Q 上の加群はベクトル空間である（無限次元かもしれない）。M から MQ へのアーベル群の標準的な準同型が存在し、この準同型の核は捩れ部分加群 t(M) である。より一般に、S を環 R の積閉部分集合とすると、R 加群 M の局所化
{\displaystyle M_{S}=M\otimes _{R}R_{S}}
を考えることができる。これは、局所化 RS 上の加群である。M から MS への標準的な準同型が存在し、その核がちょうど M の S-捩れ部分加群となる。したがって、M の捩れ部分加群は、「局所化したときに消える」元全体の集合と解釈することができる。同じ解釈が、非可換な場合にも、Ore 条件を満たす環に対して、あるいはより一般に、右支配的集合 S と右 R-加群 M に対して、成り立つ。

## ホモロジー代数における捩れ
捩れの概念はホモロジー代数において重要な役割を果たす。M と N を可換環 R 上の加群とすると、Tor函手は R-加群 TorR
i(M, N) の族を与える。R-加群 M の S-捩れ tS(M) は、標準的に TorR
1(M, RS/R) と同型となる。この函手を表す記号 Tor はこの代数的な捩れとの関係を反映している。非可換環の場合でも S が右支配的集合である限りは、同じ結果が成り立つ。

## アーベル多様体

複素数体上の楕円曲線の 4-捩れ部分群

アーベル多様体の捩れ元は、捩れ点、あるいは、古い用語では、分割点と呼ばれる。楕円曲線上では、捩れ元は分割多項式(division polynomials)の項として計算される。

### 注
1. ↑  すべての 0 ≠ s ∈ R に対して rs ≠ 0 ≠ sr が成り立つような元 r ∈ R を正則元という。
2. ↑  整域（零因子が 0 のみの可換環）では、全ての非零元が正則であるので、整域上の加群の捩れ元は、整域の非零元により零化される元であり、これを捩れ元の定義として使っている著者もいる。しかしこの定義は、一般の環の上ではうまくいかない（例えば後述の捩れがない加群は、零因子を持つ環上零加群しか存在しなくなってしまう）。